# Kirchenlatein
Das Kirchenlatein ist die im Kontext der abendländischen Kirche entwickelte, syntaktisch vereinfachte und mit Neologismen angereicherte Form des Lateins, das nach 500 entstand und bis heute in Gebrauch ist, unter anderem als Amtssprache für kirchliche Dokumente.
Das Lateinische blieb nach dem Untergang des Römischen Reiches in dessen Nachfolgestaaten die gebräuchliche Sprache im Schriftverkehr. Es hielt sich in der lateinischen Kirche, während im Gebiet der Ostkirchen weiterhin das Griechische als verbindende Sprache gepflegt wurde.
Weil das Lateinische für viele, die es verwendeten, nur eine Zweitsprache und Schriftsprache war, wurde es gegenüber dem klassischen Latein vereinfacht. Es kann in drei geschichtliche Perioden aufgeteilt werden. Das aus diesen Bedürfnissen entstehende sogenannte Kirchenlatein lehnt sich an die nüchterne, einfache Sprache Cäsars an, dessen Schrift De Bello Gallico bis heute im Lateinunterricht verwendet wird. Cäsars Schrift diente auch dazu, vielen auszubildenden Priestern den Zugang zur Liturgie zu erleichtern.
Im westlichen Europa des Mittelalters war das Kirchenlatein die Schriftsprache aller kirchlichen und weltlichen Urkunden beziehungsweise der Diplomatie – im Schriftverkehr der katholischen Kirche teilweise bis in die 1960er Jahre. So ist zum Beispiel die Originalsprache aller Dokumente des Zweiten Vatikanischen Konzils 1962–1965 eine klare, relativ anspruchsvolle Form des Kirchenlateins. Ein zum modernen Gebrauch geeignetes Latein ist seit 1992 im Lexicon recentis latinitatis nachzuschlagen, das im Auftrag der römischen Kurie herausgegeben wird.
Als Sprache der Schulbildung und später der Universitäten hielt sich das Kirchenlatein, während sich die gesprochenen Sprachen, die sich aus dem Vulgärlatein entwickelten (Romanische Sprachen), stärker veränderten. Das Kirchenlatein wurde nicht nur vom Klerus, sondern auch von Theologen, Philosophen, Juristen und Medizinern gebraucht. Als Sprache der Gelehrten wurde das Kirchenlatein in der Renaissance vom humanistischen Latein abgelöst, blieb jedoch im Bereich der katholischen Kirche bestehen, wo es als Amtssprache der Vatikanstadt wie auch in der Liturgie Verwendung findet.
Der Neuhumanismus des 18./19. Jahrhunderts mit seinem Beginn einer modernen Philologie verurteilte das Kirchenlatein aufs Neue, das sich in manchen Lebensbereichen, etwa in der Gerichts- und Amtssprache (siehe Latein im Recht) oder der Terminologie der Chemie und der Medizin, in Fragmenten erhalten hatte. Im Volksmund bezeichnete man dieses ältere, für humanistisch Gebildete ungepflegt wirkende Latein als „Kirchen- und Küchenlatein“.
Eines der berühmtesten Werke des frühen Kirchenlateins ist die Vita Sancti Severini von Eugippius. Sie ist auch für Historiker eine Fundgrube von Details aus den politischen Wirren am Ende der Völkerwanderung.

## Wörterbücher
- Albert Sleumer: Kirchenlateinisches Wörterbuch. Zweite, sehr vermehrte Auflage des Liturgischen Lexikons unter umfassendster Mitarbeit von Joseph Schmid herausgegeben. Limburg a. d. Lahn 1926; 4. Nachdruck der Ausgabe Limburg a. d. Lahn 1926. Georg Olms Verlag, Hildesheim 2006, ISBN 978-3-487-09374-1.
- Joseph Schmid: Kurzes Handwörterbuch des Kirchenlateins zum Codex iuris canonici, Missale, Breviarium nebst sämtlichen Proprien aller, auch nur zum Teil, deutschsprechenden Bistümer, sowie zahlreicher kirchliche Orden und Kongregationen, schließlich zum Rituale Romanum und Memoriale Rituum. Steffen-Verlag. Limburg (Lahn) 1934, 3. Auflage 1949.
- Albert Sleumer: Deutsch-kirchenlateinisches Wörterbuch. Anhang: Die Stammzeiten der unregelmäßigen lateinischen Zeitwörter. Dümmler, Berlin 1937; 2. durchgesehene Auflage Dümmler, Bonn 1946; 3. vermehrte Auflage Dümmler, Bonn 1962.
- Manfred Marquardt, Christof Voigt: Wörterbuch Latein für Philosophie und Theologie. Edition Ruprecht, Göttingen 2009, ISBN 978-3-7675-3085-0; Lizenzausgabe WBG Darmstadt 2009, ISBN 978-3-534-23239-0.